# Bánh bít tết

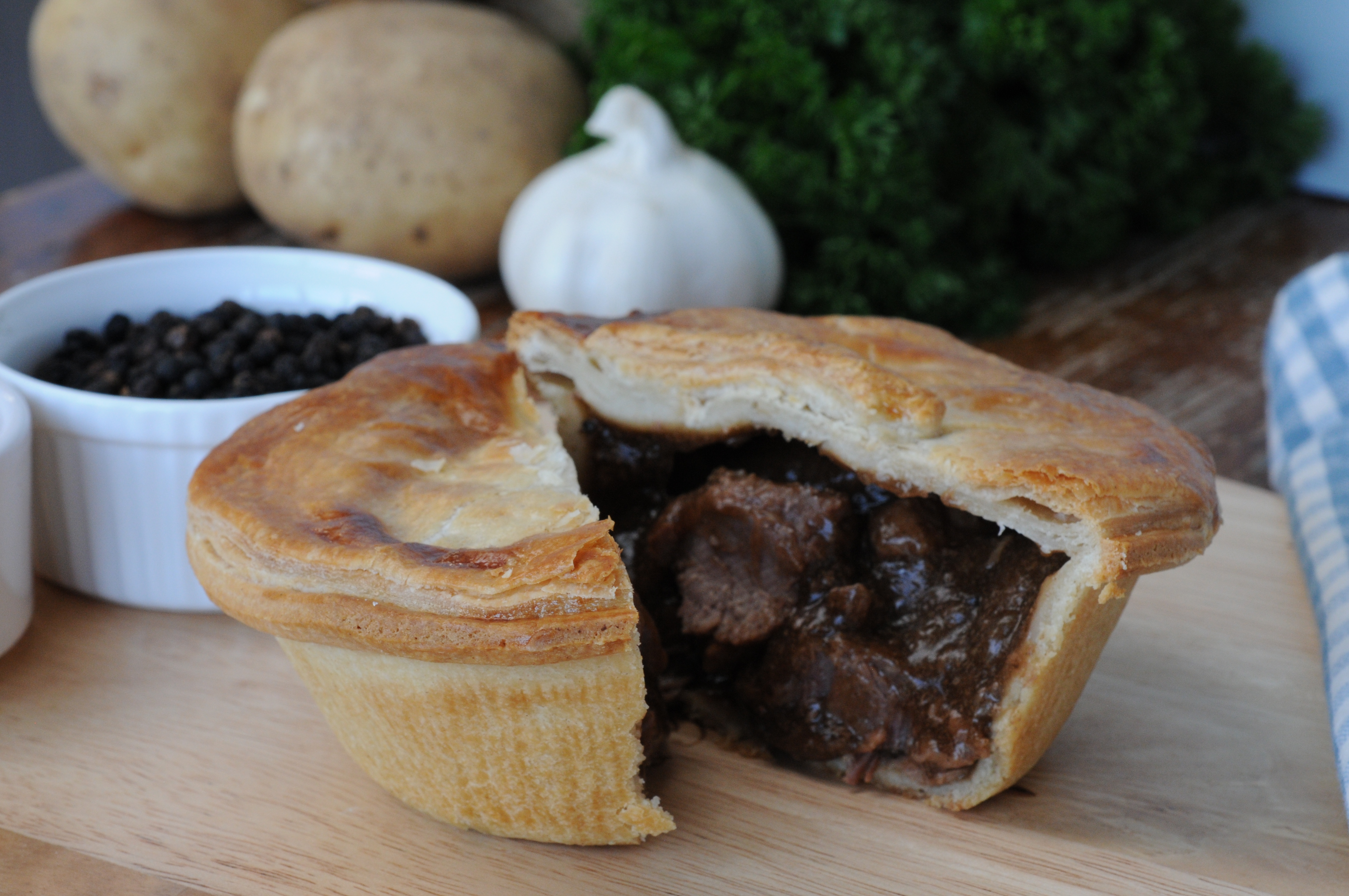
Một miếng bít tết tự làm và bánh ale. Một hương vị bánh rất truyền thống của Anh

Bánh bít tết là một loại bánh nhân thịt truyền thống được phục vụ ở Anh. Nó được làm từ thịt bò hầm và nước thịt bò, bọc trong một lớp vỏ bánh ngọt. Đôi khi rau trộn được bao gồm trong nhân bánh. Món ăn thường được phục vụ với "khoai tây bít tết" (khoai tây cắt lát dày chiên, đôi khi trong mỡ bò).
Bánh nướng bít tết cũng có sẵn ở các cửa hàng khoai tây chiên, được phục vụ với khoai tây chiên bình thường, ở Scotland được gọi là bữa tối bánh bít tết. Một bữa tối với bánh bít tết thường đi kèm với muối và giấm; tuy nhiên, ở Edinburgh, sự kết hợp giữa giấm rượu và brown sauce, được gọi đơn giản là "nước sốt" hoặc "sốt chippie", là phổ biến. Thành phần chính xác cho mỗi nguyên liệu là khác nhau cho mỗi lần mua mang về. Một số cửa hàng bán cá chiên và khoai tây chiên, đặc biệt là ở Scotland, làm nóng bánh nướng đông lạnh đã nấu chín trước bằng cách thả chúng vào nồi chiên ngập dầu.
Trên khắp Vương quốc Anh, bánh nướng nhân thịt (cũng như bánh mì kẹp thịt và khoai tây chiên) là món ăn nóng truyền thống được dùng trong các trận bóng đá trước khi bắt đầu hiệp cũng như trong thời gian nghỉ giữa hiệp. Vì vậy, đồng nghĩa với việc là chiếc bánh thịt với bóng đá ở Anh, tại Lễ trao giải British Pie, một giải thưởng được trao cho Best Football Pie. Nhiều người Scotland ăn mừng ngày đầu năm mới với bữa tối gồm bánh bít tết.
Các loại bánh bít tết khác có sẵn trên khắp thế giới, bao gồm cả ở Úc và New Zealand. Ở Ireland, Bia Guinness thường được thêm vào cùng với thịt xông khói và hành tây, và kết quả thường được gọi là Steak và Guinness Pie (gọi tắt là Guinness Pie). Một chiếc bánh Steak and Ale là một sáng tạo tương tự, phổ biến ở các quán rượu ở Anh, sử dụng một trong nhiều loại bia thay cho Guinness.